# Prix Zmaj
Le prix Zmaj (en serbe cyrillique : Змајева награда ; en serbe latin : Zmajeva nagrada) est un prix littéraire serbe créé par la Matica srpska de Novi Sad le 15 mars 1953 à l'occasion du 120e anniversaire de la naissance du poète Jovan Jovanović Zmaj. Il est décerné à un poète de langue serbe le 16 février de chaque année.

## Lauréats
Les lauréats du prix sont les suivants :
- 2014 : Gojko Đogo pour Grana od oblaka
- 2013 : Dejan Aleksić pour Biti
- 2012 : Marija Šimoković pour Čuvari privida (Gardiens de l'illusion)
- 2011 : Vojislav Karanović pour Unutrašnji čovek (L'Homme intérieur)
- 2010 : Slobodan Rakitić pour Plamen i rosa (Le Feu et la Rosée)
- 2009 : Slobodan Zubanović pour Soneti sa sela (Sonnets de la campagne)
- 2008 : Nebojša Devetak pour Uzalud tražeći
- 2007 : Ivan Negrišorac pour Potajnik
- 2006 : Bratislav Milanović pour Male lampe u tamnini (Petites lampes dans les ténèbres)
- 2005 : Dragan Jovanović Danilov pour Gnezdo nad ponorom (Nid au-dessus de l'abîme)
- 2004 : Miroslav Cera Mihailović pour Sol na ranu (Le Sel sur la plaie)
- 2003 : Nikola Vujčić pour Prepoznavanje (Reconnaissance)
- 2002 : Zlata Kocić pour Lazareve lestve
- 2001 : Živorad Nedeljković pour Tačni stihovi
- 2000 : Miroslav Maksimović pour Izabrane pesme (Poèmes choisis)
- 1999 : Srba Mitrović pour:Uzmicanje (Retraite)
- 1998 : Duško Novaković pour Stacionarije
- 1997 : Dara Sekulić pour Izabrane pesme (Poèmes choisis)
- 1996 : Jovan Hristić pour Sabrane pesme (Œuvre poétique)
- 1995 : Alek Vukadinović pour Tamni tam i Bele basme
- 1994 : Novica Tadić pour Napast (Obessession)
- 1993 : Stevan Tontić pour Sarajevski rukopis (Le Manuscrit de Sarajevo)
- 1992 : Đorđo Sladoje pour Trepetnik
- 1991 : Milosav Tešić pour Ključ od kuće (La Clé de la maison)
- 1990 : Branislav Petrović pour Da vidiš čuda (Pour voir des miracles)
- 1989 : Milan Nenadić pour Izabrane pesme (Poèmes choisis)
- 1988 : Matija Bećković pour Kaža
- 1987 : Abdulah Sidran pour Sarajevska zbirka i nove pjesme (Collection de Sarajevo et nouveaux poèmes)
- 1986 : Božidar Timotijević pour Minuše ptice svetom et Zvonimir Mrkonjić pour Mješte hljeba
- 1985 : Slavko Mihalić pour Tihe lomače et Vuk Krnjević pour Ustuk
- 1984 : Izet Sarajlić pour Izabrane pesme (Poèmes choisis)
- 1983 : Ivan Gađanski pour Balkanskom ulicom
- 1982 : Aleksandar Ristović pour Nigde nikog
- 1981 : Danijel Dragojević pour Razdoblje karbona
- 1980 : Jure Kaštelan pour Crveni konj i pijetao na krovu (Le Cheval rouge et le Coq sur le toit)
- 1979 : Dušan Kostić pour Postojbina masline
- 1978 : Rajko Petrov Nogo pour Planina i počelo
- 1977 : Drago Ivanišević pour Ljubav (Amour)
- 1976 : Milovan Danojlić pour Put i sjaj (La Route et l'Éclat)
- 1975 : Slobodan Marković pour Luka
- 1974 : Skender Kulenović pour Soneti II
- 1973 : Desanka Maksimović pour Nemam više vremena (Je n'ai plus le temps)
- 1972 : Ljubomir Simović pour Uoči trećih petlova (À la veille d'un troisième sexe)
- 1971 : Vesna Parun pour Karpatsko umiljenije - Tragom Magde Isanos
- 1970 : Desimir Blagojević pour Nedohodu u pohode
- 1969 : Miodrag Pavlović pour Velika Skitija
- 1968 : Bogdan Čiplić pour Slatko pravoslavlje
- 1967 : Borislav Radović pour Bratstvo po nesanici (Fraternité par l'insomnie)
- 1966 : Mak Dizdar pour Kameni spavač (Le Dormeur des pierres)
- 1965 : Dušan Matić, pour l'ensemble de son œuvre poétique
- 1964 : Milan Dedinac pour Pesme iz dnevnika zarobljenika br. 60211
- 1963 : Dragutin Tadijanović pour Prsten et Stevan Raičković pour Kamena uspavanka
- 1962 : Gustav Krklec pour Izabrane pjesme (Poèmes choisis)
- 1961 : Ivan V. Lalić pour Vreme, vatre, vrtovi (Temps, Incendies et Jardins)
- 1960 : Dobriša Cesarić pour ses Izabrane pjesme (Poèmes choisis)
- 1959 : Oskar Davičo, pour l'ensemble de son œuvre poétique
- 1958 : Desanka Maksimović pour Miris zemlje (L'Odeur de la terre)
- 1957 : Vladan Desnica pour Proljeća Ivana Galeba
- 1956 : Vasko Popa pour Nepočin-polje et Boško Petrović pour Lagana promiču oblaci
- 1954 : Velibor Gligorić pour Srpski realisti
- 1953 : Antonije Isaković pour Velika deca